# Composto B di Pittsburgh
Il composto B di Pittsburgh (in inglese: Pittsburgh compound B,, abbreviato come PiB) è un analogo radioattivo della tioflavina T, che può essere utilizzato nella PET cerebrale per visualizzare le placche di betamiloide nel tessuto neuroale. Grazie a questa proprietà, il composto di Pittsburgh B può essere utilizzato negli studi sperimentali sulla malattia di Alzheimer.

## Storia
La diagnosi definitiva della malattia di Alzheimer può essere fatta solo dopo la dimostrazione della presenza di placche di betamiloide (Aβ) e aggrovigliamenti neurofibrillari, che sono i segni patologici della malattia di Alzheimer nel tessuto cerebrale, tipicamente al momento dell'autopsia. A differenza dei deficit cognitivi, non esisteva un modo affidabile per monitorare la progressione patologica della malattia. Non è ancora stato chiarito come si verifichi il processo di deposito della betamiloide e il modo in cui tali depositi siano correlati ai sintomi cognitivi della malattia di Alzheimer.
Mentre i centri specializzati sono in grado di diagnosticare l'Alzheimer con una certa affidabilità in base al quadro clinico, la sua diagnosi differenziale rispetto ad altre forme di demenza è meno solida. Inoltre, con l'introduzione nella sperimentazione clinica di nuovi farmaci che attaccano e rimuovono i depositi di beta-amiloide dal cervello, era necessario sviluppare uno strumento pre-mortem per valutarne l'efficacia contro la betamiloide.
Per rispondere a queste esigenze, un team di ricerca dell'Università di Pittsburgh guidato dallo psichiatra geriatrico William E. Klunk e dal radiochimico Chester A. Mathis ha sintetizzato benzotiazoli a carica neutra derivati dalla tioflavina T, che includevano un piccolo numero di composti con proprietà adatte all'uso come agente di imaging per la tomografia a emissione di positroni. Uno di questi composti, il 2-(4'-[11C]metilamminofenil)-6-idrossibenzotiazolo, fu testato su soggetti umani. Il team dell'Università di Pittsburgh collaborò con una squadra di ricercatori dell'Università di Uppsala in Svezia per condurre i primi test di questo nuovo agente su soggetti umani. Poiché si trattava del secondo composto sperimentale di questa classe inviato a Uppsala dal gruppo dell'Università di Pittsburgh, fu chiamato semplicemente composto B di Pittsburgh dal team svedese, che lo ha anche abbreviato come "PiB".

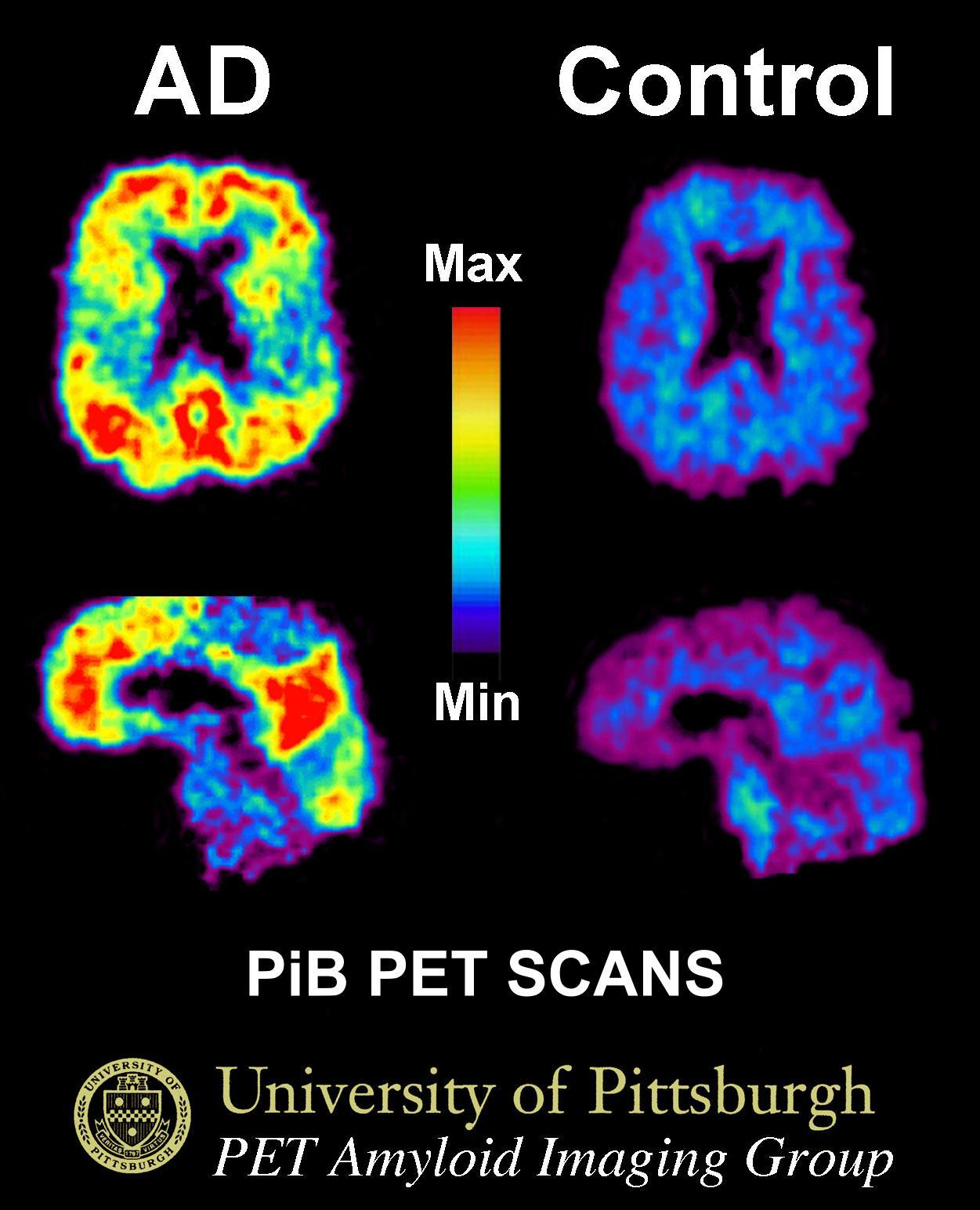
Immagine che mostra ampie aree rosse e gialle nel cervello di un malato di Alzheimer a sinistra e nessun rosso o giallo apparente nel cervello di un paziente anziano cognitivamente normale (gruppo di controllo) a destra. Le aree rosse e gialle mostrano alte concentrazioni di PiB nel cervello e suggeriscono elevate quantità di depositi di amiloide in queste aree.

Il primo studio sul PiB su un soggetto umano con una diagnosi clinica di malattia di Alzheimer fu condotto da Henry Engler nel febbraio 2002 presso l'Università di Uppsala. Le scansioni PET  mostrarono che il composto veniva trattenuto in aree della corteccia cerebrale note per contenere significativi depositi di amiloide, come rilevato dagli esami post mortem. Lo studio iniziale sull'uomo del PiB fu ampliato per includere 16 soggetti affetti da Alzheimer e 9 soggetto sani dal punto di vista cognitivo nel (gruppo di controllo): la ricerca fu pubblicata nel 2004 negli Annals of Neurology.
A partire da quello studio iniziale, il PiB fu adottato come strumento di ricerca da altri istituti di ricerca. Inoltre, GE Healthcare avviò lo sviluppo di un agente diagnostico clinico basato sul PiB per la valutazione dell'amiloidosi cerebrale.

## Ricerca sulla malattia di Alzheimer
L'11C-PiB è attualmente il radioligando più studiato e utilizzato per l'imaging PET della patologia cerebrale legata alla betamiloide (Aβ). Questa tecnica è stata utilizzata nella ricerca sulla malattia di Alzheimer per la quale gli scienziati sono in grado di eseguire studi di neuroimaging in vivo non invasivi mediante scansioni PET nel cervello di individui con vari gradi di demenza. Il radiotracciante 11C-composto B di Pittsburgh (11C-PiB) viene utilizzato per misurare i tassi di ritenzione del legame 11C-PiB a livello regionale, consentendo così la misurazione visiva e quantitativa della deposizione di Aβ. L'11C-PiB è un derivato fluorescente della tioflavina T che si lega preferenzialmente alle forme fibrillari di Aβ presenti nelle placche a nucleo denso con elevata affinità e specificità. In particolare, si lega specificamente alle fibrille Aβ40 e Aβ42 e alle placche insolubili contenenti i suddetti peptidi Aβ. Il PiB non si lega con grande affinità alle placche Aβ solubili o non fibrillari fino a quando queste ultime non abbiano raggiunto una grandezza cruciale, che deve ancora essere determinata. Inoltre, questo radiotracciante non si lega ai nodi neurofibrillari (NFT) nelle regioni neuronali del cervello durante le autopsie post mortem. Una dose tipica iniettata varia da 250 a 450 MBq e il tempo di imaging normalmente varia tra 40 e 90 minuti. La quantificazione del 11C-PiB ha dimostrato di provocare una profonda differenza nel legame corticale neuronale tra individui riconosciuti affetti da malattia di Alzheimer e controlli cognitivamente normali di pari età.

## Ricerche cliniche pubblicate
| Anno | Titolo | Sintesi | Autori | Rivista                                |
| ---- | --- | --- | --- | -------------------------------------- |
| 2004 | Imaging brain amyloid in Alzheimer's disease with Pittsburgh Compound-B                                   | La ritenzione di [C-11]PiB è risultata circa due volte maggiore nelle aree corticali dei soggetti affetti da Alzheimer rispetto ai controlli. Il tipo di ritenzione rispecchia il modello di deposizione di amiloide noto dagli studi post mortem. | Klunk, W.E., H. Engler, A. Nordberg, Y. Wang, G. Blomqvist, D.P. Holt, M. Bergstrom, I. Savitcheva, G.F. Huang, S. Estrada, B. Ausen, M.L. Debnath, J. Barletta, J.C. Price, J. Sandell, B.J. Lopresti, A. Wall, P. Koivisto, G. Antoni, C.A. Mathis, and B. Langstrom | Ann Neurol 55:306-19                   |
| 2005 | Kinetic modeling of amyloid binding in humans using PET imaging and Pittsburgh Compound-B.                | Documento metodologico che descrive i metodi appropriati per la quantificazione delle scansioni cerebrali PiB. Primo rapporto sull'uso del PiB in soggetti classificati con lieve deterioramento cognitivo (MCI).                                  | Price, J.C., W.E. Klunk, B.J. Lopresti, X. Lu, J.A. Hoge, S.K. Ziolko, D.P. Holt, C.C. Meltzer, S.T. DeKosky, and C.A. Mathis | J Cereb Blood Flow Metab 25: 1528-1547 |
| 2009 | Amyloid deposition is associated with impaired default network function in older persons without dementia | Imaging amiloidale in vivo per dimostrare che alti livelli di deposizione dell'amiloide sono associati ad attività aberrante della rete predefinita rilevata nella risonanza magnetica funzionale (fMRI) di individui anziani asintomatici.        | Sperling R.A., LaViolette P.S., O'Keefe K, O'Brien J, Rentz D.M., Pihlajamaki M, Marshall G, Hyman B.T., Selkoe D.J., Hedden T, Buckner R.L., Becker J.A., Johnson K.A.                                                                                                | Neuron 63: 178-188                     |